# 比耶尔地区弗勒里
比耶尔地区弗勒里（法語：Fleury-en-Bière，法語發音：[flœʁi ɑ̃ bjɛʁ] ⓘ）是法国中北部法蘭西島大區塞纳-马恩省的一个市镇，属于枫丹白露区。 

## 地理
比耶尔地区弗勒里（48°26'52"N, 2°32'57"E）面积13.87 平方千米，位于法国法蘭西島大區塞纳-马恩省，该省份为法国北部内陆省份，北起瓦兹省，西接埃松省、马恩河谷省、塞纳-圣但尼省和瓦兹河谷省，南至卢瓦雷省，东南接约讷省，东临马恩省和奥布省，东北接埃纳省。
与比耶尔地区弗勒里接壤的市镇（或旧市镇、城区）包括：佩尔特、比耶尔地区圣马丹、库朗斯、米伊拉福雷、阿尔博讷拉福雷、巴尔比宗、塞利、比耶尔地区沙伊。

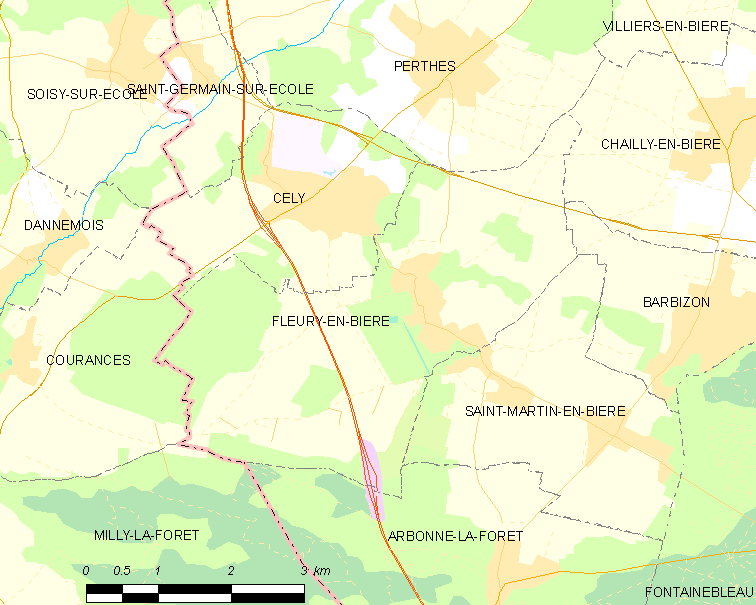
比耶尔地区弗勒里的OSM定位图

比耶尔地区弗勒里的时区为UTC+01:00、UTC+02:00（夏令时）。

## 行政
比耶尔地区弗勒里的邮政编码为77930，INSEE市镇编码为77185。

## 政治
比耶尔地区弗勒里所属的省级选区为枫丹白露县。

## 人口

1962-2008年间比耶尔地区弗勒里人口变化图示

比耶尔地区弗勒里于2022年1月1日时的人口数量为683人。